# Harwich Dockyard
Harwich Dockyard (också känt som The King's Yard, Harwich) var ett brittiskt varv som tillhörde Royal Navy i Harwich i Essex. Det var verksamt på 1600-talet och tidigt under 1700-talet i flottans regi och fortsatte därefter i privat ägo.
Tack vare sitt geografiska läge på Englands östkust, var varvet av strategisk betydelse under de engelsk-holländska krigen, men genom att det saknade djupt vatten och det var problem att segla ut ur hamnen vid östlig vind, var dess användbarhet begränsad. Varvet var småskaligt, jämfört med andra, samtida kronovarv. Efter det att Royal Navy lagt ned sin verksamhet 1713, fortsatte båtbyggeri på platsen i privat regi fram till slutet av Napoleonkrigen. Under denna period byggdes fyrtio skepp.
Nuvarande namn är Harwich Navyard. Den har under de senaste åren drivits som en privat hamn, men diskussioner har förts om att utnyttja marken för bostäder.